# Еддісон (округ, Вермонт)
Шаблон:StateAbbr_ 44°01′58″ пн. ш. 73°10′05″ зх. д. / 44.032776° пн. ш. 73.167923° зх. д.
Округ  Еддісон (англ. Addison County) — округ (графство) у штаті Вермонт, США. Ідентифікатор округу 50001.

## Історія
Округ утворений 1785 року.

## Демографія
За даними перепису 2000 року загальне населення округу становило 35974 осіб, зокрема міського населення було 7542, а сільського — 28432. Серед мешканців округу чоловіків було 17776, а жінок — 18198. В окрузі було 13068 домогосподарств, 9105 родин, які мешкали в 15312 будинках. Середній розмір родини становив 3,02.
Віковий розподіл населення поданий у таблиці:
| Стать    | До 15 років | 15-21 | 22-29 | 30-39 | 40-49 | 50-65 | 65-85 | Понад 85 |
| -------- | ----------- | ----- | ----- | ----- | ----- | ----- | ----- | -------- |
| Чоловіки | 3680        | 2568  | 1459  | 2481  | 2901  | 2932  | 1599  | 156      |
| Жінки    | 3563        | 2397  | 1484  | 2568  | 3061  | 2815  | 1969  | 341      |

## Суміжні округи
- Читтенден — північ
- Вашингтон — північний схід
- Орандж — схід
- Віндзор — південний схід
- Ратленд — південь
- Вашингтон, Нью-Йорк — південний захід
- Ессекс, Нью-Йорк — захід

## Виноски
1. ↑  Geographic Names Information System
2. ↑  U.S. Decennial Census. United States Census Bureau. Архів оригіналу за 26 квітня 2015. Процитовано 28 червня 2015.
3. ↑  Historical Census Browser. University of Virginia Library. Архів оригіналу за 11 серпня 2012. Процитовано 28 червня 2015.
4. ↑  Forstall, Richard L., ред. (27 березня 1995). Population of Counties by Decennial Census: 1900 to 1990. United States Census Bureau. Архів оригіналу за 24 вересня 2015. Процитовано 28 червня 2015.
5. ↑  Census 2000 PHC-T-4. Ranking Tables for Counties: 1990 and 2000 (PDF). United States Census Bureau. 2 квітня 2001. Архів оригіналу (PDF) за 18 грудня 2014. Процитовано 28 червня 2015.
6. ↑  State & County QuickFacts. United States Census Bureau. Архів оригіналу за 6 червня 2011. Процитовано 30 грудня 2013.(англ.) Наведено за англійською вікіпедією.
7. ↑  American FactFinder. Бюро перепису населення США. Архів оригіналу за 21 травня 2008. Процитовано 31 січня 2008.

| США | Це незавершена стаття з географії США. Ви можете допомогти проєкту, виправивши або дописавши її. |